# Лервік
Ле́рвік (англ. Lerwick) — містечко на півночі Шотландії, адміністративний центр області Шетландські острови. Єдиний населений пункт Шетландських островів зі статусом міста. Лервік є великим рибним та контейнерним портом, який обслуговує нафтові платформи в Північному морі.

## Назва
Лервік походить з давньоскандинавської мови, і означає «глиняна затока». У сучасній норвезькій мові «leire» означає глина, а «bay» — «затока».

## Клімат
У Лервіку помірно теплий морський клімат з прохолодним літом та м'якою зимою. Середня річна температура становить 7.2 °C. Середня кількість опадів у рік становить 1167 мм. Найпосушливішим місяцем є травень, з 56 мм опадів. Найбільше опадів випадає у грудні — 140 мм.
| Кліматограма Лервіка                                                                            | Кліматограма Лервіка | Кліматограма Лервіка | Кліматограма Лервіка | Кліматограма Лервіка | Кліматограма Лервіка | Кліматограма Лервіка | Кліматограма Лервіка | Кліматограма Лервіка | Кліматограма Лервіка | Кліматограма Лервіка | Кліматограма Лервіка |
| ----------------------------------------------------------------------------------------------- | -------------------- | -------------------- | -------------------- | -------------------- | -------------------- | -------------------- | -------------------- | -------------------- | -------------------- | -------------------- | -------------------- |
| С                                                                                               | Л                    | Б                    | К                    | Т                    | Ч                    | Л                    | С                    | В                    | Ж                    | Л                    | Г                    |
| 127 6 1                                                                                         | 98 5 1               | 104 6 2              | 70 8 3               | 56 10 6              | 60 13 8              | 63 14 9              | 77 14 10             | 110 13 8             | 127 10 6             | 135 8 3              | 140 6 2              |
| Середня макс. і мін. температури повітря (°C) Атмосферні опади (мм), за рік : 1167 мм. Джерело: |                      |                      |                      |                      |                      |                      |                      |                      |                      |                      |                      |

## Історія
Перше поселення, під назвою Лервік, виникло у XVII ст.. Це було рибальське селище.
Розквіт містечка почався під час нафтового буму в Північному морі у 1970 році, коли почалось активна експлуатація нафтогазоносної області Північного моря.

## Культура

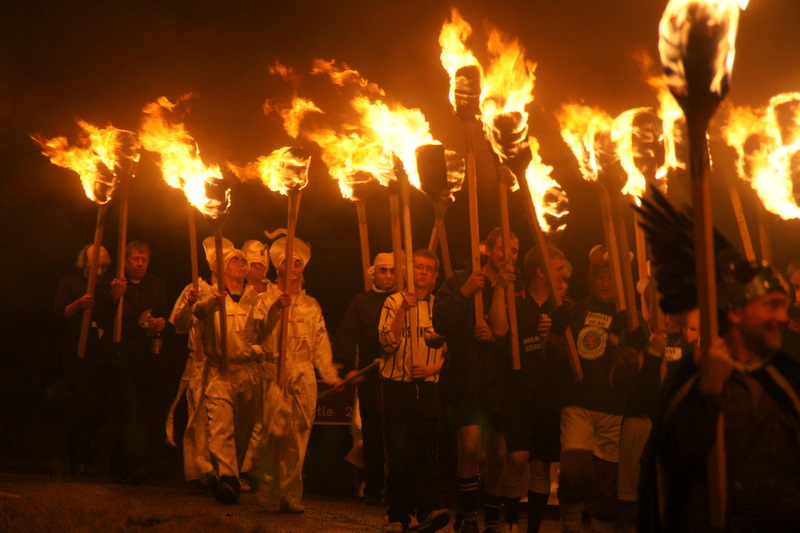
Смолоскипна хода під час фестивалю «Ап-Геллі-Аа». 2010 рік

- «Ап-Геллі-Аа» (Апгеліо) — щорічний фестиваль у середині зими, який присв'ячений язичницькому святу зимового сонцестояння. Фестиваль почали проводити у 70-х роках 19-го століття.

Під час завершення фестивалю проходить смолоскипна хода у національних костюмах та бойових обладунках вікінгів, що завершується спалюванням корабля вікінгів.
- «Шетландський музей і архіви» — експозиція музею присвячена місцевій історії, географії, культурі та побуту.
- «Шетландських музей текстилю» — експозиція музею присв'ячена історії текстилю Шетландських островів.
- Форт-Шарлотт[en] — фортифікаційна споруда кінця XVII століття.
- Брох-оф-Клікімін[en] — кам'яна споруда (брох) епохи залізної доби.
- Лодберрі[de] — комплекс будівель кінця XVIII століття, розташований поблизу бухти Лервіка.

## Населення
Населення Лервіка, станом на 2011 рік, налічувало 6 958 осіб.
| 1931  | 1961  | 1971  | 1981  | 1991  | 2001  | 2011  |
| ----- | ----- | ----- | ----- | ----- | ----- | ----- |
| 4 221 | 5 913 | 6 127 | 6 899 | 7 336 | 6 833 | 6 958 |

## Відомі люди
- Роберт Стаут[en] — 13-й прем'єр-міністр Нової Зеландії.

## Світлини

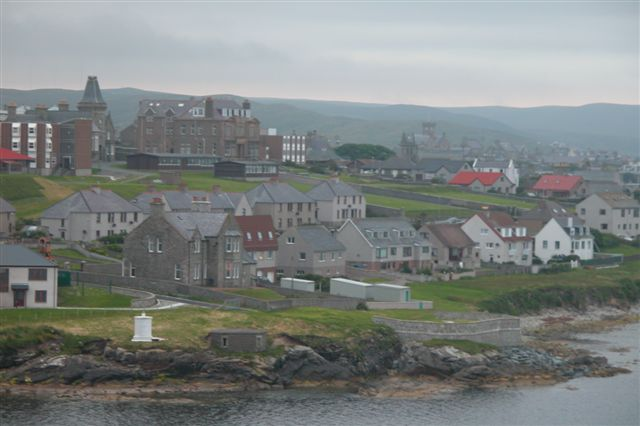
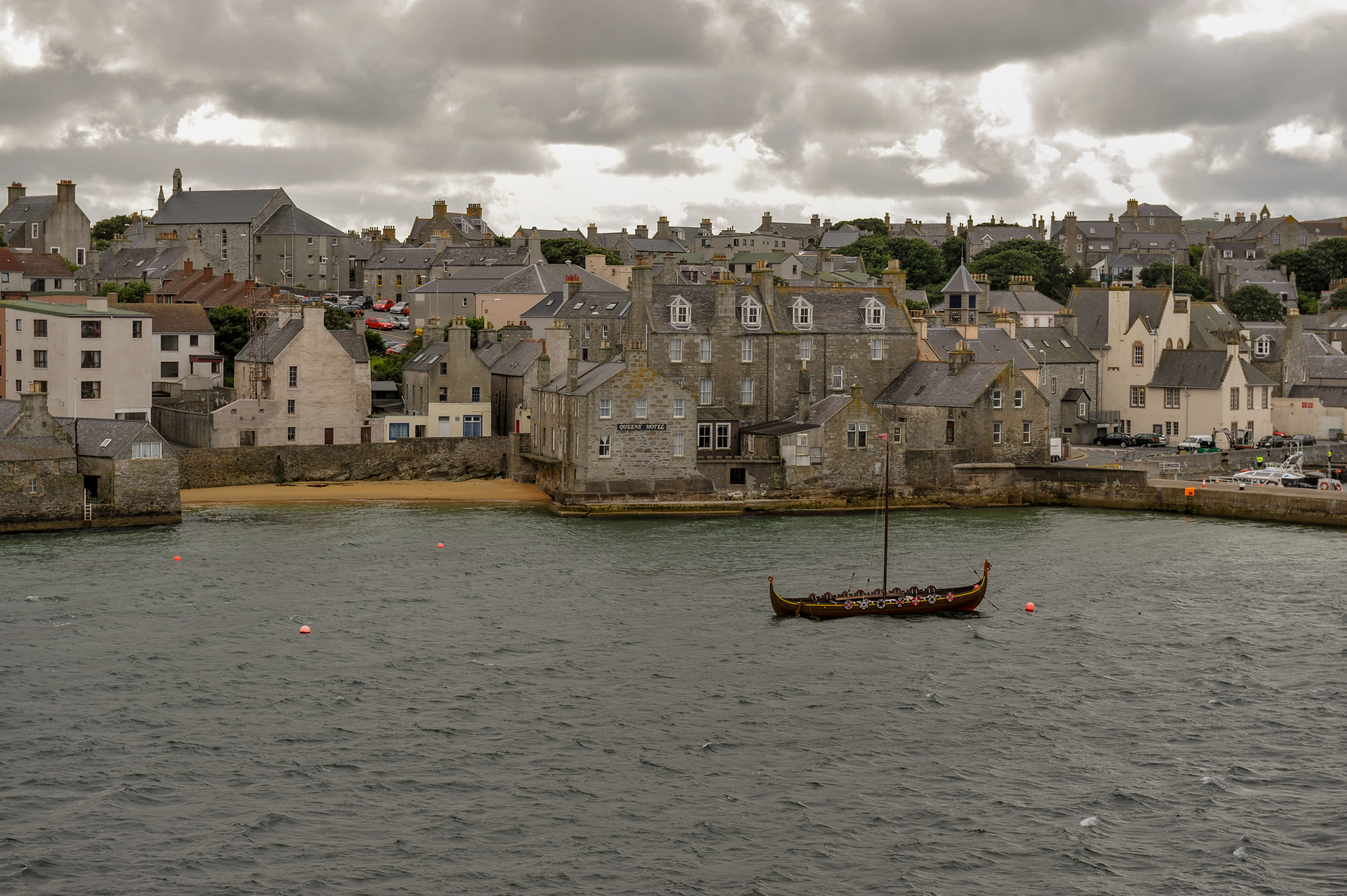
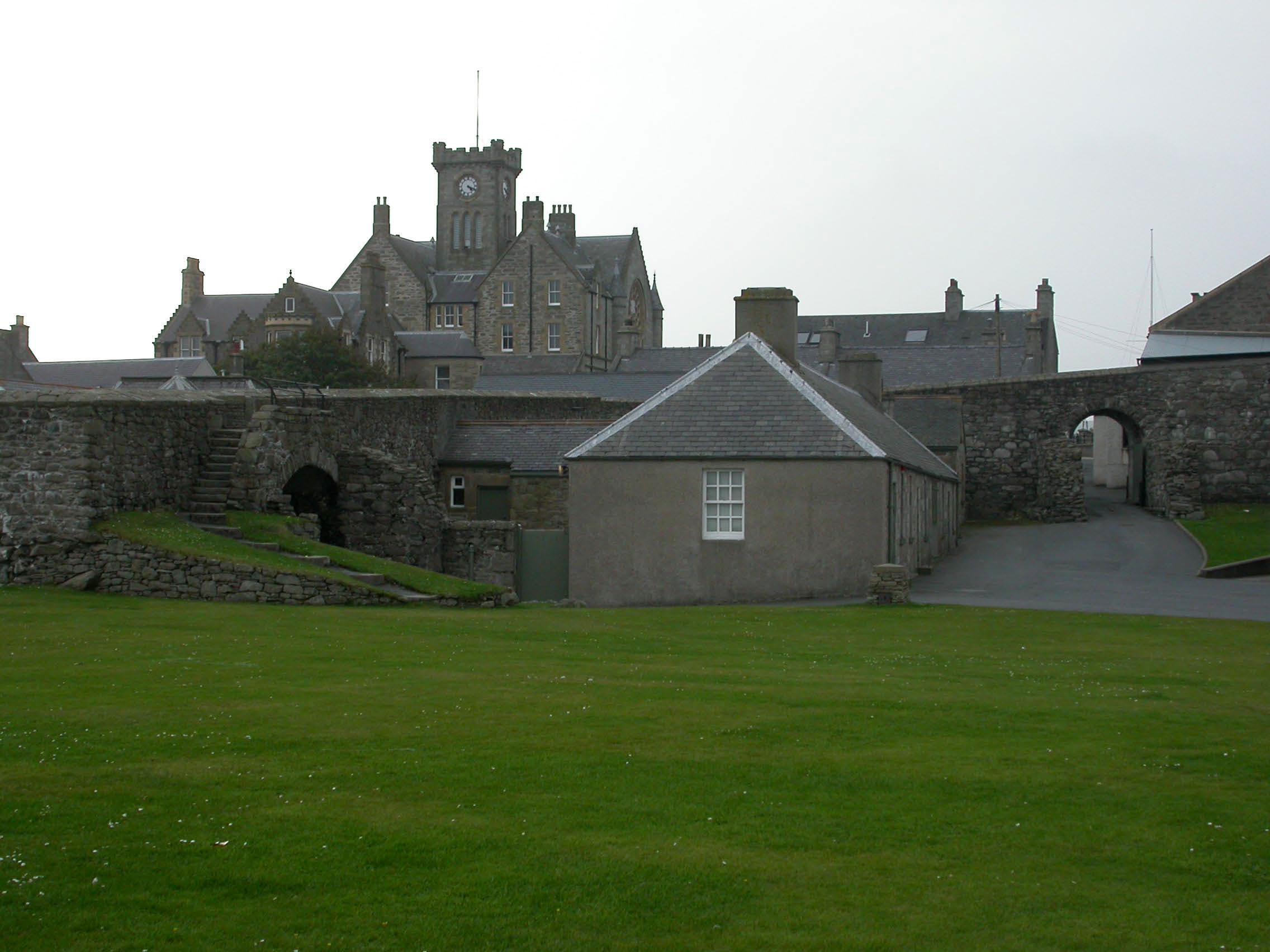
Форт Шарлоти
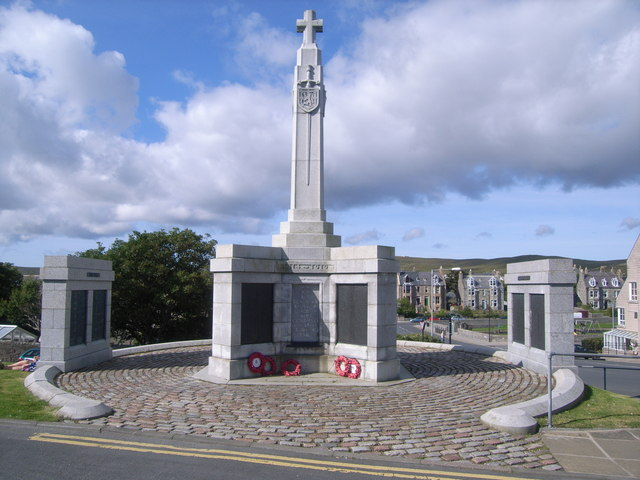
Військовий меморіал
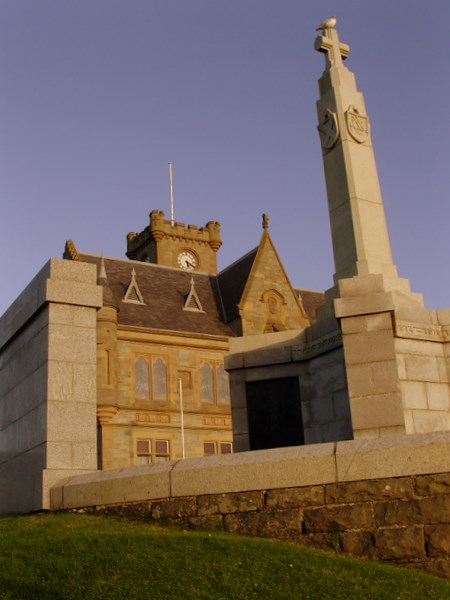
Ратуша Лервіка

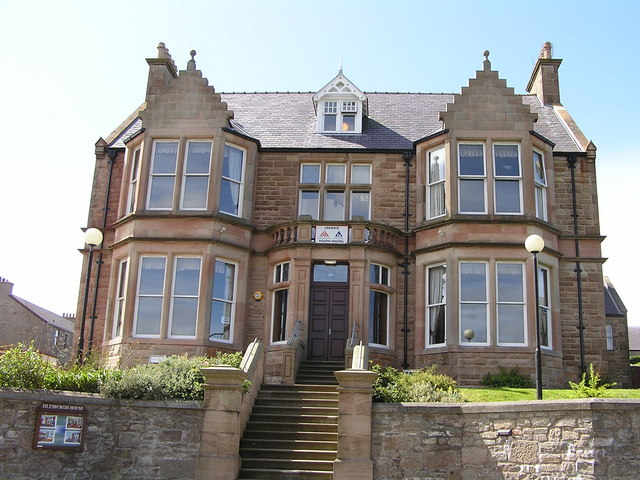
Іслесбург-Гаус
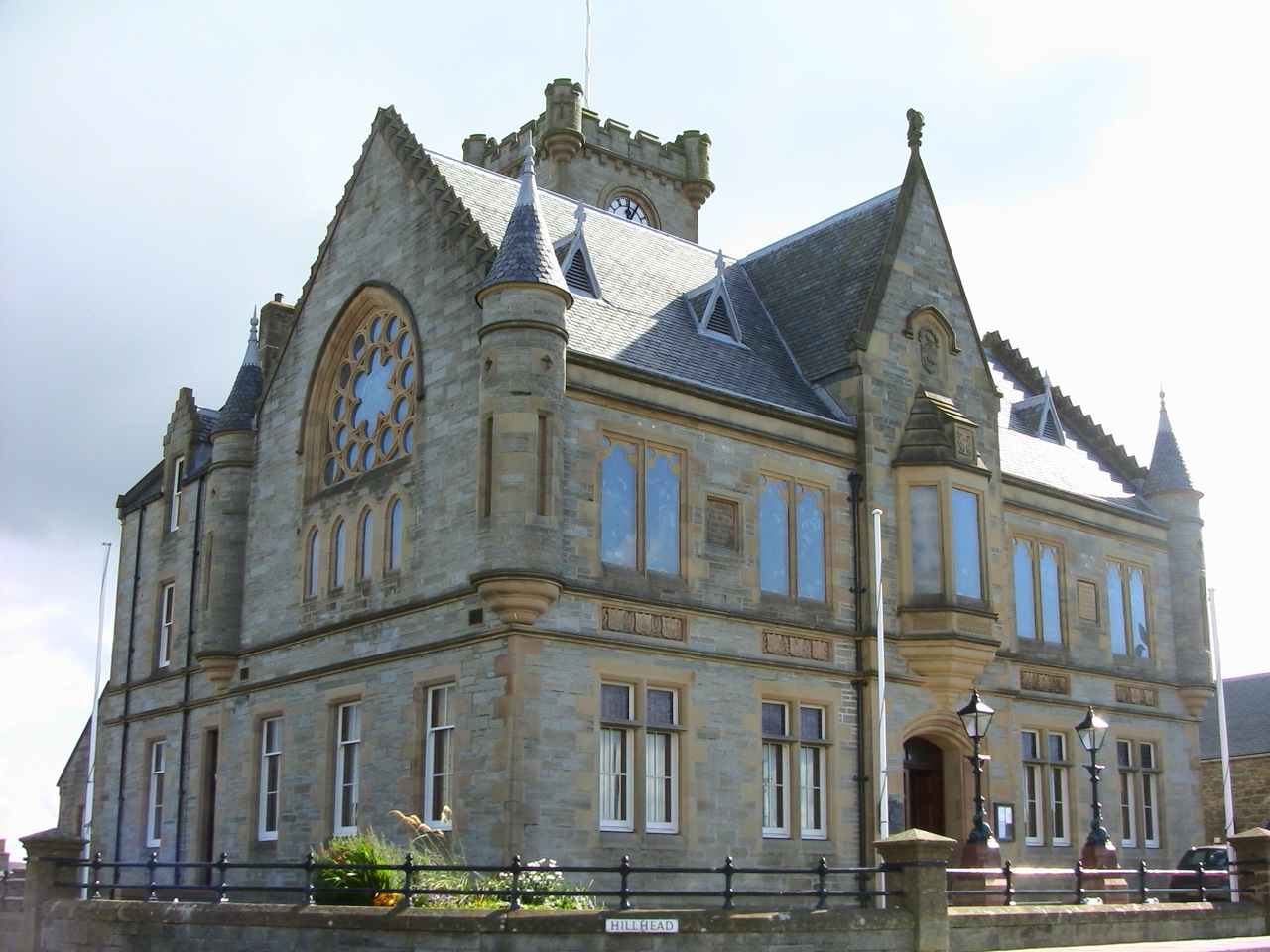
Лервік-Товн-Гал
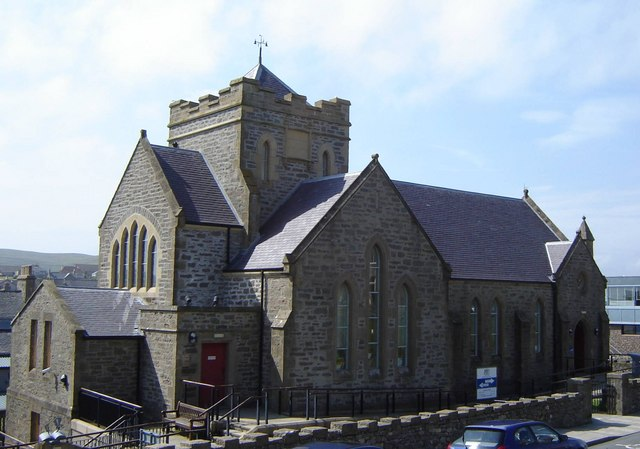
Бібліотека Лервіка, колишня кірха Об'єднаної вільної церкви
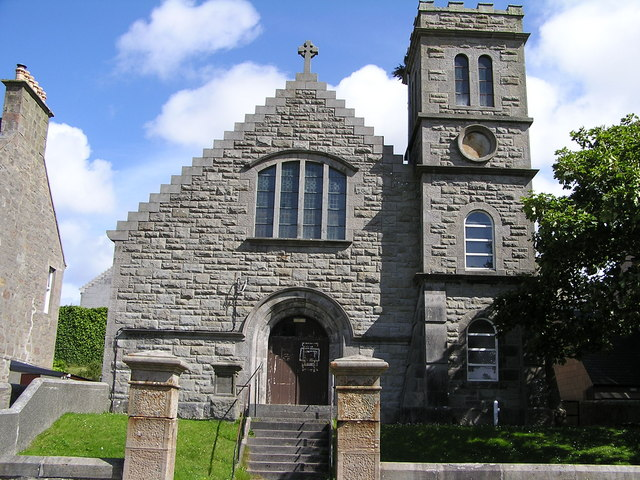
Сант-Климент-Гал, колишня кірха

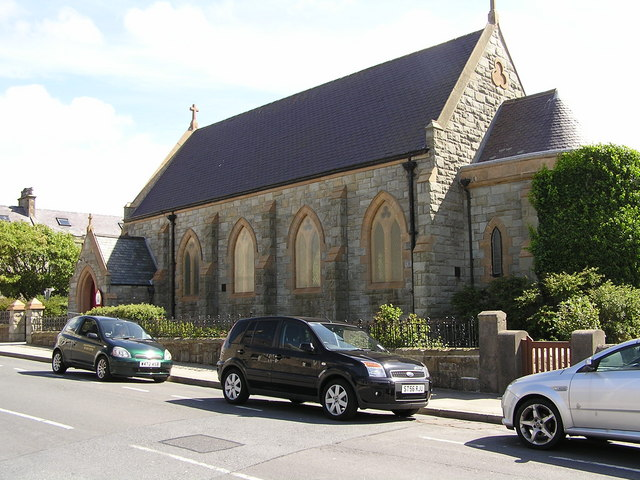
Католицька церква Святої Марґарити
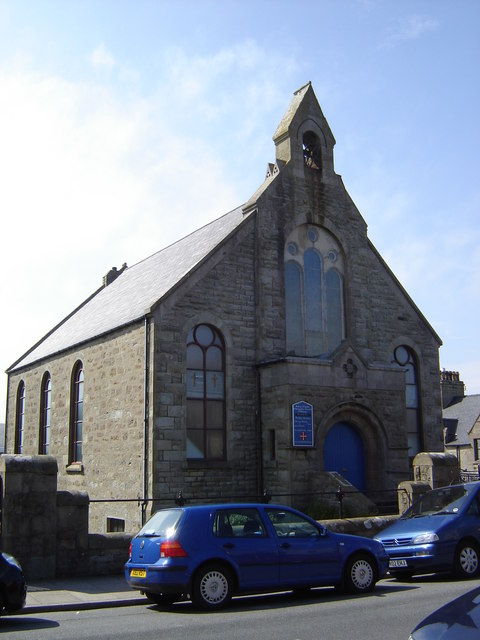
Методистська кірха
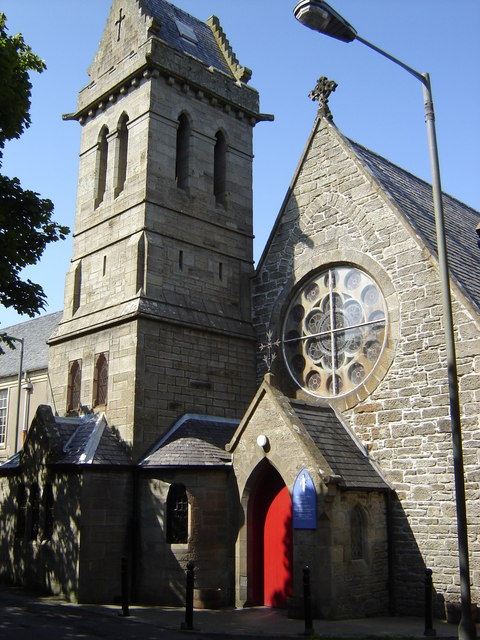
Кірха святого Маґнуса Шотландської єпископальної церкви
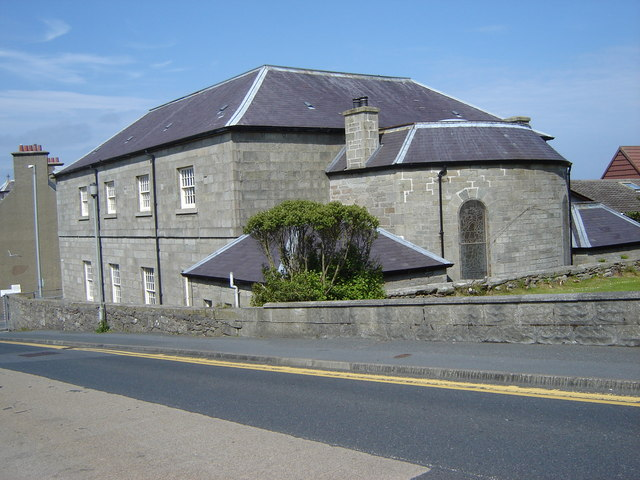
Кірк Св. Колумба Шотландської церкви